# Onychostoma elongatum
Onychostoma elongatum är en fiskart som först beskrevs av Pellegrin och Chevey, 1934.  Onychostoma elongatum ingår i släktet Onychostoma och familjen karpfiskar. IUCN kategoriserar arten globalt som otillräckligt studerad. Inga underarter finns listade i Catalogue of Life.